# Championnat du monde de pêche sportive au coup en eau douce
Le Championnat du monde de pêche sportive au coup en eau douce est une compétition annuelle organisée par la Fédération internationale de la pêche sportive en eau douce.
Alan Scotthorne détient le record de victoires individuelles avec cinq titres de champion de monde. L'Équipe de France domine le palmarès par équipe avec seize succès.

## Lieu des éditions
| No. | Année | Lieu             | No. | Année | Lieu                | No. | Année | Lieu                | No. | Année | Lieu                |
| --- | ----- | ---------------- | --- | ----- | ------------------- | --- | ----- | ------------------- | --- | ----- | ------------------- |
| 1re | 1954  | Düsseldorf       | 2e  | 1955  | Reading             | 3e  | 1956  | Paris               | 4e  | 1957  | Belgrade            |
| 5e  | 1958  | Huy              | 6e  | 1959  | Neuchâtel           | 7e  | 1960  | Gdańsk              | 8e  | 1961  | Mersebourg          |
| 9e  | 1962  | Lac de Garde     | 10e | 1963  | Wormeldange         | 11e | 1964  | Isola dei Pescatori | 12e | 1965  | Galati              |
| 13e | 1966  | Martham          | 14e | 1967  | Dunaújváros         | 15e | 1968  | Fermoy              | 16e | 1969  | Bad Oldesloe        |
| 17e | 1970  | Berg             | 18e | 1971  | Peschiera del Garda | 19e | 1972  | Prague              | 20e | 1973  | Chalon-sur-Saône    |
| 21e | 1974  | Gand             | 22e | 1975  | Bydgoszcz           | 23e | 1976  | Varna               | 24e | 1977  | Ehnen               |
| 25e | 1978  | Vienne           | 26e | 1979  | Saragosse           | 27e | 1980  | Mannheim            | 28e | 1981  | Stratford-upon-Avon |
| 29e | 1982  | Newry            | 30e | 1983  | Amersfoort          | 31e | 1984  | Yverdon-les-Bains   | 32e | 1985  | Florence            |
| 33e | 1986  | Strasbourg       | 34e | 1987  | Coimbra             | 35e | 1988  | Damme               | 36e | 1989  | Plovdiv             |
| 37e | 1990  | Maribor          | 38e | 1991  | Szeged              | 39e | 1992  | Enniskillen         | 40e | 1993  | Coruche             |
| 41e | 1994  | Nottingham       | 42e | 1995  | Lappeenranta        | 43e | 1996  | Peschiera del Garda | 44e | 1997  | Velence             |
| 45e | 1998  | Zagreb           | 46e | 1999  | Tolède              | 47e | 2000  | Florence            | 48e | 2001  | Paris               |
| 49e | 2002  | Coimbra          | 50e | 2003  | Madunice            | 51e | 2004  | Willebroek          | 52e | 2005  | Lappeenranta        |
| 53e | 2006  | Montemor-o-Velho | 54e | 2007  | Sukoró              | 55e | 2008  | Spinadesco          | 56e | 2009  | Almere              |
| 57e | 2010  | Mérida           | 58e | 2011  | Ostellato           | 59e | 2012  | Uherské Hradiště    | 60e | 2013  | Varsovie            |
| 61e | 2014  | Prelog           | 62e | 2015  | Radeče              | 63e | 2016  | Plovdiv             | 64e | 2017  | Ronquières          |
| 65e | 2018  | Montemor-o-Velho | 66e | 2019  | Novi Sad            | 67e | 2021  | Peschiera del Garda | 68e | 2022  | Bilje               |
| 69e | 2023  | Mequinenza       | 70e | 2024  | Béthune             |     |       |                     |     |       |                     |

## Résultats individuels
Sous décision prise à l’unanimité par le Comité Directeur de la FIPSed, les résultats achevés en 2021 ne comptent pas pour les palmarès.
| Éditions | Or                            | Argent                        | Bronze                        |
| -------- | ----------------------------- | ----------------------------- | ----------------------------- |
| 2024     | László Csillag                | Wiktor Walczak                | Matija Krajevać               |
| 2023     | Esteve Martinez               | James Dent                    | Sean Ashby                    |
| 2022     | Mihael Pongrac                | Mitja Kmetec                  | Balázs Csöregi                |
| 2021     | Goran Radović                 | Imre Szakovics                | Petr Klasek                   |
| 2020     | Reporté en raison du COVID-19 | Reporté en raison du COVID-19 | Reporté en raison du COVID-19 |
| 2019     | Tanguy Adabie                 | Alexandre Caudin              | Maxime Duchesne               |
| 2018     | Antoine Kisterman             | Éric Di venti                 | Ralf Herdlitschke             |
| 2017     | Luc Thijs                     | Stéphane Linder               | Geoffrey Duquesne             |
| 2016     | Jernej Ambrožič               | Josef Konopásek               | Rastislav Dudr                |
| 2015     | Yury Siptsov                  | Tamas Walter                  | Alan Scotthorne               |
| 2014     | Goran Radović                 | Stefan Altena                 | Arjan Klop                    |
| 2013     | Didier Delannoy               | Steve Hemingray               | Alan Scotthorne               |
| 2012     | Sean Ashby                    | Sergey Fedorov                | Stéphane Pottelet             |
| 2011     | Andrea Fini                   | Péter Milkovics               | Ferruccio Gabba               |
| 2010     | Frank Meis                    | Cathal Hughes                 | Rumen Vitkov                  |
| 2009     | Igor Potapov                  | William Raison                | Simon Jensen                  |
| 2008     | William Raison                | Willie Wheeler                | Steve Gardner                 |
| 2007     | Alan Scotthorne               | Normunds Grabovskis           | Lee Edwards                   |
| 2006     | Tamas Walter                  | Ivan Biordi                   | Sean Ashby                    |
| 2005     | Guido Nullens                 | Stéphane Pottelet             | William Raison                |
| 2004     | Tamas Walter                  | Eddy van den Hoogen           | Tibor Ambrus                  |
| 2003     | Alan Scotthorne               | Karoly Schater                | Robert Bednarski              |
| 2002     | Juan Blasco                   | Juan Duran                    | Stuart Conroy                 |
| 2001     | Umberto Ballabeni             | Piotr Lorenc                  | Diego da Silva                |
| 2000     | Jacopo Falsini                | William Raison                | Jean-Pierre Fougeat           |
| 1999     | Bob Nudd                      | José Rodríguez                | Rafael Xarez                  |
| 1998     | Alan Scotthorne               | Philippe Carroyer             | Mário Barros                  |
| 1997     | Alan Scotthorne               | Luigi Sorti                   | Kim Milson                    |
| 1996     | Alan Scotthorne               | Claudio Guicciardi            | Emilio Colombo                |
| 1995     | Philippe Jean                 | Jean-Marc Wilmart             | Jean Desqué                   |
| 1994     | Bob Nudd                      | René Stronck                  | Jean-Jacques Chaumet          |
| 1993     | Mário Barros                  | John Savelkoul                | Bernard Bodineau              |
| 1992     | Dave Wesson                   | Claudio Guicciardi            | Mick Thill                    |
| 1991     | Bob Nudd                      | Kevin Ashurst                 | Jan van Schendel              |
| 1990     | Bob Nudd                      | Kevin Ashurst                 | Romain Koenig                 |
| 1989     | Tomas Pickering               | Francesco Casini              | Richard Bainton               |
| 1988     | Jean-Pierre Fougeat           | Steve Gardner                 | Emilio Colombo                |
| 1987     | Clive Branson                 | Kevin Ashurst                 | Dennis White                  |
| 1986     | Ludwig Wever                  | Clive Branson                 | ? Van Neer                    |
| 1985     | Dave Roper                    | Roberto Trabucco              | Phil Davies                   |
| 1984     | Bobby Smithers                | Rab Stephens                  | Erick Brouwer                 |
| 1983     | Wolf-Rüdiger Kremkus          | Jos Kohn                      | Piet van Gool                 |
| 1982     | Kevin Ashurst                 | Mick Thill                    | Francis Bartolas              |
| 1981     | David Thomas                  | Vítor Santos                  | Serge Lecocq                  |
| 1980     | Wolf-Rüdiger Kremkus          | Otto Wessel                   | Roberto Trabucco              |
| 1979     | Gérard Heulard                | Gerrit Eikhout                | Henri Durozier                |
| 1978     | Jean-Pierre Fougeat           | Roberto Trabucco              | Nicolas Birnbaum              |
| 1977     | Jean Mainil                   | René Poth                     | Jacques Quinet                |
| 1976     | Dino Bassi                    | Ivan Marks                    | Fausto Pasinetti              |
| 1975     | Ian Heaps                     | Jacques Tesse                 | Germano De Biagi              |
| 1974     | Aribert Richter               | Jacinto Mendez                | Jean-Pierre Fougeat           |
| 1973     | Pierre Michiels               | Marcel Van Den Eynde          | Guy Hébert                    |
| 1972     | Huub Levels                   | Arny Thomma                   | Robert Tesse                  |
| 1971     | Dino Bassi                    | Alberto Alfieri               | ? Zimmer                      |
| 1970     | Marcel Van Den Eynde          | Pierre Michiels               | Jules Paquet                  |
| 1969     | Robin Harris                  | ? Leyrer                      | Dirk Vermeulen                |
| 1968     | Günter Grebenstein            | ? Pana                        | John Sherwood                 |
| 1967     | Jozef Isenbaert               | ? Handt                       | ? Détry                       |
| 1966     | Henri Guiheneuf               | ? Baufot                      | ? Roelandt                    |
| 1965     | Robert Tesse                  | Luciano Ceppi                 | Clifford Burch                |
| 1964     | Joseph Fontanet               | Marcel Desprès                | Robert Tesse                  |
| 1963     | Billy Lane                    | Robert Tesse                  | ? Vanelli                     |
| 1962     | Roberto Tedesco               | Joseph Fontanet               | ? Vanelli                     |
| 1961     | Raymond Legouge               | ? Schmidt                     | Robert Tesse                  |
| 1960     | Robert Tesse                  | François Cerfontaine          | Karel Swinnen                 |
| 1959     | Robert Tesse                  | ? De Angelis                  | Simon Knapen                  |
| 1958     | Jean Garroit                  | François Cerfontaine          | André Negrignat               |
| 1957     | Giulio Mandelli               | ? De Angelis                  | ? Fugazza                     |
| 1956     | François Cerfontaine          | Gaston Dubuc                  | Robert Tesse                  |
| 1955     | ? Mailly                      | ? Dufeys                      | ? Ducret                      |
| 1954     | Gino Vigarani                 | ? Fugazza                     | ? Andef                       |

## Résultats par équipe
Sous décision prise à l’unanimité par le Comité Directeur de la FIPSed, les résultats achevés en 2021 ne comptent pas pour les palmarès.
| Éditions | Or                            | Argent                        | Bronze                        |
| -------- | ----------------------------- | ----------------------------- | ----------------------------- |
| 2024     | Croatie                       | Italie                        | France                        |
| 2023     | Serbie                        | Angleterre                    | France                        |
| 2022     | Serbie                        | Italie                        | Tchéquie                      |
| 2021     | Italie                        | Tchéquie                      | Angleterre                    |
| 2020     | Reporté en raison du COVID-19 | Reporté en raison du COVID-19 | Reporté en raison du COVID-19 |
| 2019     | France                        | Italie                        | Hongrie                       |
| 2018     | Allemagne                     | Hongrie                       | Belgique                      |
| 2017     | Belgique                      | Angleterre                    | France                        |
| 2016     | Hongrie                       | République tchèque            | Angleterre                    |
| 2015     | Italie                        | Hongrie                       | Angleterre                    |
| 2014     | Pays-Bas                      | République tchèque            | Serbie                        |
| 2013     | Angleterre                    | France                        | Pologne                       |
| 2012     | Pologne                       | République tchèque            | France                        |
| 2011     | Italie                        | Hongrie                       | Belgique                      |
| 2010     | Angleterre                    | Italie                        | Pays-Bas                      |
| 2009     | Slovaquie                     | France                        | Belgique                      |
| 2008     | Angleterre                    | Saint-Marin                   | Italie                        |
| 2007     | Italie                        | Belgique                      | Hongrie                       |
| 2006     | Angleterre                    | Italie                        | Hongrie                       |
| 2005     | Angleterre                    | Belgique                      | Hongrie                       |
| 2004     | France                        | Angleterre                    | Hongrie                       |
| 2003     | Hongrie                       | Pologne                       | France                        |
| 2002     | Espagne                       | Portugal                      | Belgique                      |
| 2001     | Angleterre                    | France                        | Italie                        |
| 2000     | Italie                        | Angleterre                    | Hongrie                       |
| 1999     | Espagne                       | Italie                        | Angleterre                    |
| 1998     | Angleterre                    | France                        | Italie                        |
| 1997     | Italie                        | Angleterre                    | France                        |
| 1996     | Italie                        | Angleterre                    | Autriche                      |
| 1995     | France                        | Belgique                      | Italie                        |
| 1994     | Angleterre                    | France                        | Italie                        |
| 1993     | Italie                        | France                        | Autriche                      |
| 1992     | Italie                        | France                        | Îles Anglo-Normandes          |
| 1991     | Angleterre                    | France                        | Italie                        |
| 1990     | France                        | Angleterre                    | Italie                        |
| 1989     | Pays de Galles                | Italie                        | Angleterre                    |
| 1988     | Angleterre                    | Italie                        | France                        |
| 1987     | Angleterre                    | Italie                        | Autriche                      |
| 1986     | Italie                        | Allemagne de l'Ouest          | Autriche                      |
| 1985     | Angleterre                    | Italie                        | Belgique                      |
| 1984     | Luxembourg                    | Angleterre                    | Belgique                      |
| 1983     | Belgique                      | Angleterre                    | Pays-Bas                      |
| 1982     | Pays-Bas                      | France                        | Angleterre                    |
| 1981     | France                        | Angleterre                    | Pays de Galles                |
| 1980     | Allemagne de l'Ouest          | Angleterre                    | Belgique                      |
| 1979     | France                        | Pays-Bas                      | Portugal                      |
| 1978     | France                        | Italie                        | Tchécoslovaquie               |
| 1977     | Luxembourg                    | Belgique                      | France                        |
| 1976     | Italie                        | Bulgarie                      | Autriche                      |
| 1975     | France                        | Angleterre                    | Belgique                      |
| 1974     | France                        | Italie                        | Pays-Bas                      |
| 1973     | Belgique                      | France                        | Angleterre                    |
| 1972     | France                        | Angleterre                    | Italie                        |
| 1971     | Italie                        | Belgique                      | France                        |
| 1970     | Belgique                      | Pays-Bas                      | France                        |
| 1969     | Pays-Bas                      | Belgique                      | France                        |
| 1968     | France                        | Allemagne de l'Ouest          | Roumanie                      |
| 1967     | Belgique                      | France                        | Angleterre                    |
| 1966     | France                        | Belgique                      | Italie                        |
| 1965     | Roumanie                      | Pologne                       | France                        |
| 1964     | France                        | Italie                        | Autriche                      |
| 1963     | France                        | Italie                        | Angleterre                    |
| 1962     | Italie                        | France                        | Belgique                      |
| 1961     | Allemagne de l'Est            | Belgique                      | Angleterre                    |
| 1960     | Belgique                      | France                        | Allemagne de l'Ouest          |
| 1959     | France                        | Italie                        | Suisse                        |
| 1958     | Belgique                      | France                        | Luxembourg                    |
| 1957     | Italie                        | Luxembourg                    | France                        |
| 1956     | France                        | Belgique                      | Luxembourg                    |
| 1955     | Luxembourg                    | Belgique                      | France                        |
| 1954     | Angleterre                    | Belgique                      | Italie                        |

## Tableau des médailles
Mise à jour après l'édition 2023
Sous décision prise à l’unanimité par le Comité Directeur de la FIPSed, les résultats achevés en 2021 ne comptent pas pour les palmarès.
| Rang  | Nation               | Or  | Argent | Bronze | Total |
| ----- | -------------------- | --- | ------ | ------ | ----- |
| 1     | Angleterre           | 31  | 22     | 20     | 73    |
| 2     | France               | 28  | 22     | 29     | 79    |
| 3     | Italie               | 21  | 25     | 18     | 64    |
| 4     | Belgique             | 15  | 20     | 18     | 53    |
| 5     | Allemagne            | 8   | 5      | 4      | 17    |
| 6     | Pays-Bas             | 5   | 6      | 9      | 20    |
| 7     | Hongrie              | 4   | 6      | 8      | 18    |
| 8     | Luxembourg           | 4   | 5      | 4      | 13    |
| 9     | Espagne              | 4   | 3      | 0      | 7     |
| 10    | Serbie               | 3   | 0      | 1      | 4     |
| 11    | Pays de Galles       | 2   | 1      | 4      | 7     |
| 12    | Russie               | 2   | 1      | 0      | 3     |
| 13    | Croatie              | 2   | 0      | 0      | 2     |
| 14    | Pologne              | 1   | 3      | 2      | 6     |
| 15    | Portugal             | 1   | 2      | 3      | 6     |
| 16    | Irlande              | 1   | 2      | 0      | 3     |
| 17    | Roumanie             | 1   | 1      | 1      | 3     |
| 18    | Slovénie             | 1   | 1      | 0      | 2     |
| 19    | Slovaquie            | 1   | 0      | 1      | 2     |
| 20    | Australie            | 1   | 0      | 0      | 1     |
| 21    | République tchèque   | 0   | 4      | 1      | 5     |
| 22    | Saint-Marin          | 0   | 2      | 1      | 3     |
| 23    | Autriche             | 0   | 1      | 6      | 7     |
| 24    | Bulgarie             | 0   | 1      | 1      | 2     |
| -     | États-Unis           | 0   | 1      | 1      | 2     |
| 26    | Écosse               | 0   | 1      | 0      | 1     |
| -     | Lettonie             | 0   | 1      | 0      | 1     |
| 28    | Danemark             | 0   | 0      | 1      | 1     |
| -     | Îles Anglo-Normandes | 0   | 0      | 1      | 1     |
| -     | Suisse               | 0   | 0      | 1      | 1     |
| -     | Tchécoslovaquie      | 0   | 0      | 1      | 1     |
| Total | Total                | 136 | 136    | 136    | 408   |